# La odisea de la metamorfosis
La Odisea de la Metamorfosis (en inglés: Metamorphosis Odyssey) es un cómic de ficción científica escrito y diseñado por el artista estadounidense Jim Starlin y publicado en la revista Epic Illustrated de Epic Comics (un sello de Marvel Comics).

## En España
En la década de los 1980 se publicaron tres números de la revista Epic Illustrated que contenían el inicio de una saga cósmica titulada La Odisea de la Metamorfosis.
Treinta años después, en 2011, gracias a la edición de la historia completa (en un volumen supervisado personalmente por Jim Starlin), se publica la obra completa en España por la editorial Planeta DeAgostini.